# Barrow Association Football Club
Pour les articles homonymes, voir Barrow.
Maillots
Actualités
Le Barrow Association Football Club est un club de football anglais basé à Barrow-in-Furness. Le club est entré dans l'histoire du football anglais quand son attaquant, Colin Cowperthwaite, a inscrit en 1979 le but le plus rapide du football professionnel en Angleterre, en 3,5 secondes contre Kettering Town.
Pour la saison 2020-2021, le club évolue pour première fois en  EFL League Two (quatrième division anglaise) depuis 1972, après avoir gagné le titre de  National League (cinquième division) en 2019-2020.

## Palmarès
- National League (cinquième division)
  - Champion : 2020

- Lancashire Combination Division One : 
  - Champion : 1921

- Northern Premier League : 
  - Champion : 1984, 1989, 1998

- FA Trophy : 
  - Vainqueur : 1990, 2010

## Identité visuelle

Ancien logo
Logo actuel

## Anciens joueurs
- Colin Cowperthwaite